# (10239) Hermann
(10239) Hermann est un astéroïde de la ceinture principale.

## Description
(10239) Hermann est un astéroïde de la ceinture principale. Il fut découvert le 10 octobre 1998 à la station Anderson Mesa par le programme LONEOS. Il présente une orbite caractérisée par un demi-grand axe de 3,17 UA, une excentricité de 0,24 et une inclinaison de 17,0° par rapport à l'écliptique.

## Compléments